# Chico Bento: Arvorada
Chico Bento: Arvorada é um romance gráfico escrito e desenhado por Orlandeli publicado em 2017 pela Panini Comics como parte do selo Graphic MSP, no qual quadrinistas brasileiros fazem releituras dos personagens clássicos de Mauricio de Sousa. A história, protagonizada por Chico Bento, aborda o relacionamento entre o personagem a sua avó, tendo como fio condutor um ipê amarelo. O título faz referência tanto à árvore quanto à palavra "alvorada" escrita com a pronúncia caipira clássica do personagem. Em 2018, o livro foi finalista no Prêmio Jabuti na categoria "melhor história em quadrinhos" e ganhou o Troféu HQ Mix na categoria "melhor publicação juvenil".